# Rivière du Rempart
Riviére du Rempart é um distrito da Maurícia. Tem cerca de 122.252 habitantes e 179 km². Tem sede na vila do Fond du Sac.

## Subdivisões
- Antoinette
- Belle Vue Maurel
- Cape Malheureux
- Grand Gaube
- Plaine des Papayes

|                      | Norte: Oceano Índico | Nordeste: Riviére du Rempart |
| Oeste: Pamplemousses | Riviére du Rempart   | Leste: Oceano Índico         |
|                      | Sul: Flacq           |                              |